# دانشگاه کارولینای شمالی در چپل هیل
دانشگاه کارولینای شمالی در چَپـِل هیل (به انگلیسی: University of North Carolina at Chapel Hill) یک دانشگاه تحقیقاتی دولتی در شهر چپل هیل واقع در ایالت کارولینای شمالی آمریکا است که در سال ۱۷۸۹ میلادی تأسیس شده‌است. این دانشگاه، نخستین دانشگاه دولتی در تاریخ ایالات متحده آمریکا است و هم‌اکنون بیش از ۳۰هزار دانشجو دارد. برنامهٔ آموزش پزشکی دانشکده پزشکی این دانشگاه، جزو ۱۰ برنامهٔ پزشکی دولتی ارزان‌قیمت ایالات متحدهٔ آمریکا است.

## نگارخانه

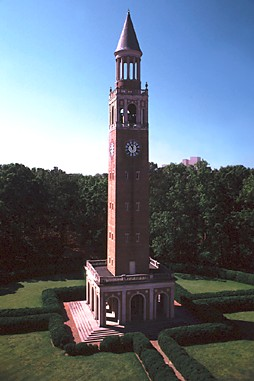
زنگ‌برج دانشگاه
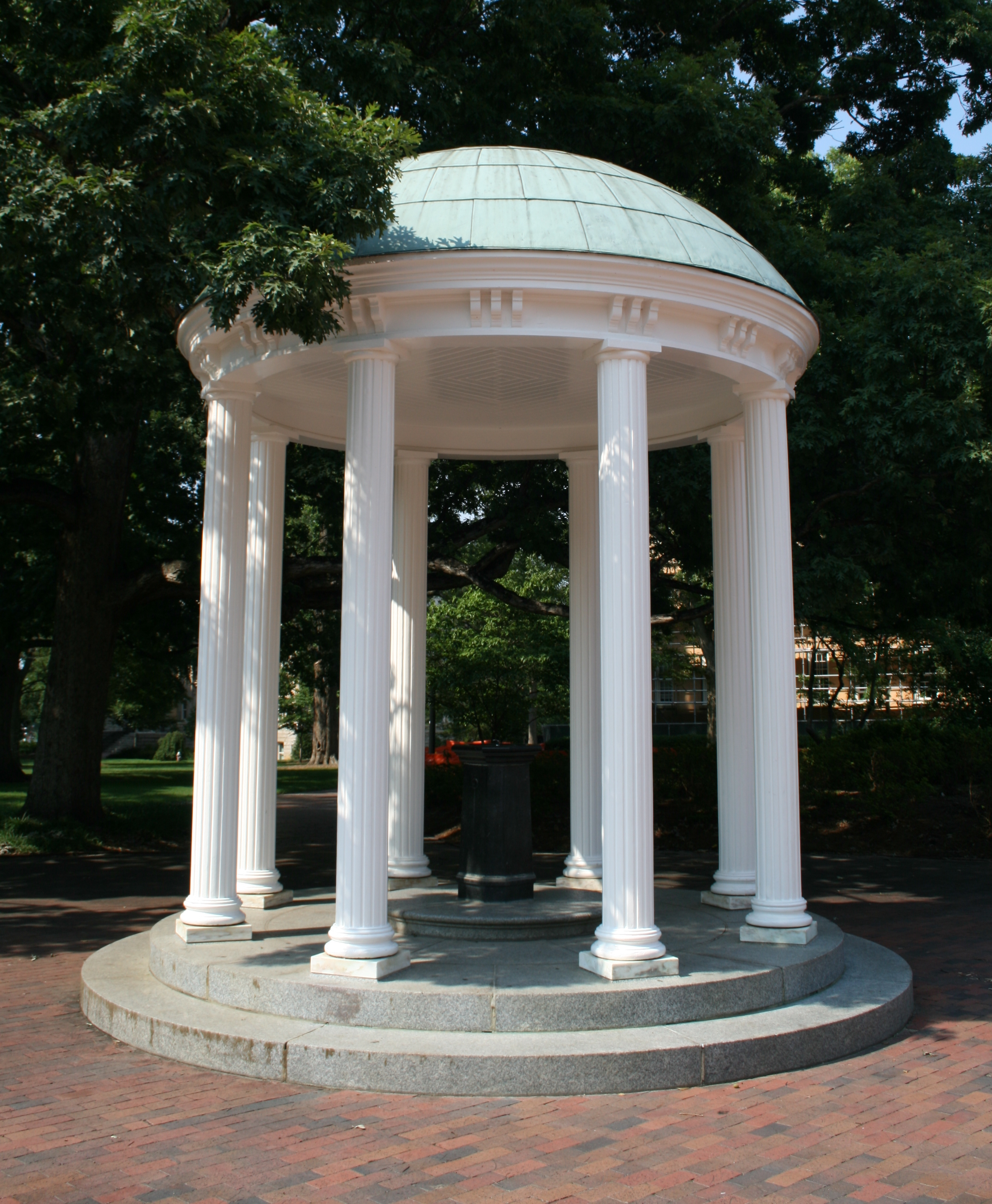
ساختمان سمبل دانشگاه

## استادان
- پُل فرامپتون، استاد پدیدارشناسی فیزیک ذره‌ای که پس از ۳۰ سال تدریس در دانشگاه کارولینای شمالی در چپل هیل به جرم قاچاق مواد مخدر محکوم و از دانشگاه اخراج شد.[۱۰]